# بيتر ييتس
بيتر ييتس (بالإنجليزية: Peter Yates) (و. 1929 – 2011 م) هو منتج أفلام، ومخرج أفلام، وكاتب سيناريو، ومخرج بريطاني، ولد في ألدرشوت، توفي في لندن، عن عمر يناهز 82 عاماً، بسبب قصور القلب.

## التعليم
تعلم في الأكاديمية الملكية للفنون المسرحية، في تخصص تمثيل (حتى 1952)، ومدرسة شارترهاوس ‏.

## وصلات خارجية
- بيتر ييتس على موقع IMDb (الإنجليزية)
- بيتر ييتس على موقع مونزينجر (الألمانية)
- بيتر ييتس على موقع ألو سيني (الفرنسية)
- بيتر ييتس على موقع ميوزك برينز (الإنجليزية)
- بيتر ييتس على موقع تيرنر كلاسيك موفيز (الإنجليزية)
- بيتر ييتس على موقع أول موفي (الإنجليزية)
- بيتر ييتس على موقع قاعدة بيانات الأفلام السويدية (السويدية)
- بيتر ييتس على موقع إن إن دي بي (الإنجليزية)
- بيتر ييتس على موقع قاعدة بيانات الفيلم (الإنجليزية)
- بيتر ييتس على موقع كينوبويسك (الروسية)